# 夷酋列像

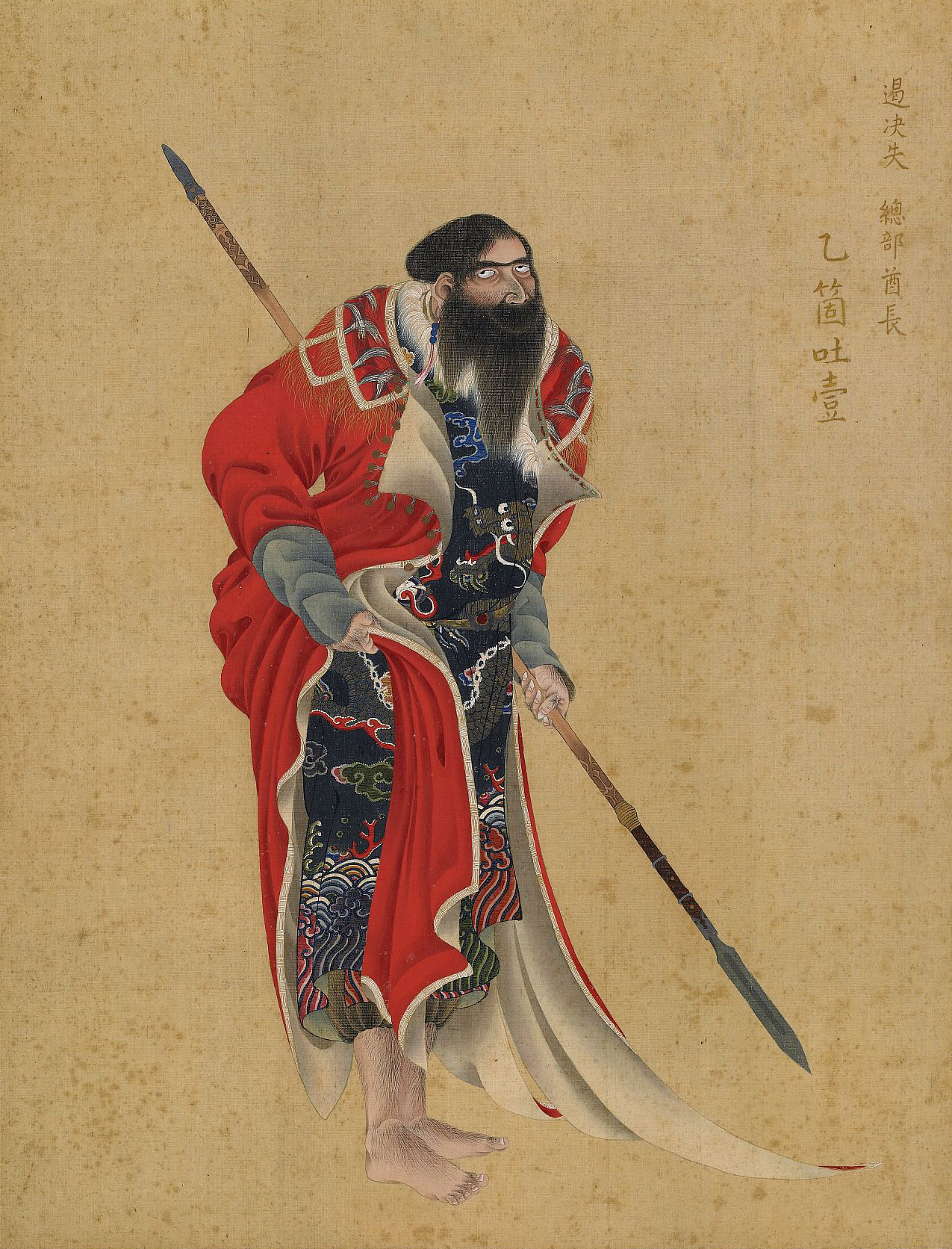
『夷酋列像』に掲載されたイコトイ（乙箇吐壹）の肖像画

『夷酋列像』（いしゅうれつぞう）は、江戸時代後期の松前藩の家老で、画家としても高名な蠣崎波響が、北海道東部や国後島のアイヌ乙名たちをモチーフに描いた連作肖像画である。

## 成立の経緯
寛政元年（1789年）5月、松前藩領国後場所と根室場所メナシにおいて、和人商人との商取引や労働条件に不満をつのらせた一部のアイヌたちが蜂起し、現地にいた70人余りの和人が討たれた。これがクナシリ・メナシの戦い（寛政蝦夷蜂起）である。ただし、蜂起に消極的なアイヌに保護された和人もいた。
事件を受けた松前藩は260名の討伐隊を派遣したが、その指揮官の一人が蠣崎波響だった。戦いを鎮圧した後に討伐隊は藩に協力した43人のアイヌ乙名たち（御味方蝦夷）を松前城に同行し、さらに翌年の1790年にも協力したアイヌに対する二度目の謁見（ウイマム）の場が設けられた。藩主・松前道広の命を受けた蠣崎波響は、アイヌのうちもっとも功労があると認められた12人の肖像画を描いた。これが「夷酋列像」である。
絵は寛政2年（1790年）11月に完成し、波響はクナシリ・メナシの戦いで失った藩の威信を回復するために絵を持参して上洛する。大原呑響・高山彦九郎・佐々木良斎の尽力により、夷酋列像は光格天皇の叡覧を仰ぐことになる。

## 描かれた人物
| 人名                             | ローマ字表記   | 地位                       | 画像 |
| -------------------------------- | -------------- | -------------------------- | ---- |
| マウタラケ（麻烏太蠟潔）         | Mautarake      | ウラヤスベツ惣乙名         |      |
| チョウサマ（超殺麻）             | Chousama       | ウラヤスベツ乙名           |      |
| ツキノエ（貲吉諾）               | Tsukinoe       | クナシリ惣乙名             |      |
| ションコ（贖穀）                 | Shonko         | ノッカマフ乙名             |      |
| イコトイ（乙箇吐壹）             | Ikotoi         | アッケシ（厚岸）乙名       |      |
| シモチ（失莫窒）                 | Shimochi       | アッケシ脇乙名             |      |
| イニンカリ（乙唫葛律）           | Ininkari       | アッケシ、バラサン乙名     |      |
| ノチクサ（訥窒狐殺）             | Nochikusa      | シャモコタン乙名           |      |
| ポロヤ（卜羅鵶）                 | Poroya         | ベッカイ（別海）乙名       |      |
| イコリカヤニ（乙箇律葛亞泥）     | Ikorikayani    | クナシリ脇乙名             |      |
| ニシコマケ（泥湿穀末決）         | Nishikomake    | アッケシ乙名               |      |
| チキリアシカイ（窒吉律亞湿葛乙） | Chikiriashikai | ツキノエの妻、イコトイの母 |      |

- 松前廣長『夷酋列像附録』より[1]

## 収蔵場所
『夷酋列像』は粉本・模写を含めると6種が存在する。
1. ブザンソン美術館：イコリカヤニを除く11人の肖像に松前廣長の序文2枚が附属する。来歴は不明。
2. 函館市中央図書館：ションコ、イコトイの肖像。『御味方蝦夷之図』の名で伝えられる[2]。
3. 松浦史料博物館：12人すべての肖像。平戸藩主・松浦静山が松前道廣から原本を借りて、お抱えの画工に模写させたと伝えられる。
4. 常楽寺（浜松市）：イニンカリ、ノチクサ、ポロヤ、イコリカヤニ、ニシコマチ、チキリアシカイの6人の肖像。住吉派の画家・渡邊廣輝が文化元年（1804年）に模写する。
5. 北尾家所蔵：12人すべての肖像。天保14年（1843年）に小島貞喜が模写する。
6. 粉本（函館市中央図書館所蔵）[3]：波響からその子である蠣崎波鶩に与えられたもの。シモチが欠けている代わりに、人名未詳の者3名の肖像が加わる。北海道指定有形文化財[4]。

なお、北海道新幹線新函館北斗駅構内の連絡通路には地元のロータリークラブが制作した「夷酋列像」の大型の陶板壁画が展示されている。
また、釧路管内・弟子屈町の川湯温泉の温泉街の一角にある、「夷酋列像館（蝦夷風俗美術館）」という小さな美術館にも、模写作品が展示されている。
新千歳空港国際線ターミナルにあるホテル、ポルトインターナショナル北海道にはブザンソン美術館に所蔵された作品11人の肖像を、色調・筆致に至るまできわめて高精細に絹地出力した作品が、フロントロビーに展示されている。

## 評価・問題点
北方史研究家の谷澤尚一は、松浦静山や高倉新一郎の意見をうけて「夷酋列像」に描かれたアイヌ像は、実写によるものではなく蠣崎波響が美しく仕立て直した創作品であると考えた。さらに芹沢銈介美術工芸館所蔵の波嶋筆「アイヌ人物屏風」と「夷酋列像」を比較して、構図や人物の姿勢が近似している像が6点あることを認める。例えばツキノエの肖像については、屏風絵が70歳の実像を示すのに対し、列像では構図を変えず壮年にデフォルメする作業が行われた、と推測した。